# 중화 양씨
중화 양씨(中和楊氏)는 평안남도 중화군을 본관으로 삼는 한국의 성씨이다. 시조 양포(楊浦)는 고려 고종 때 정승(政丞)을 지냈으며 나라에 공을 세워 당악군(唐岳君)에 봉해졌다.

## 역사
중화 양씨(中和 楊氏) 시조 양포(楊浦)는 고려 고종 때 정승(政丞)을 지냈으며 나라에 공을 세워 당악군(唐岳君)에 봉해졌다. 당악은 중화(中和)의 옛 이름으로 후손들이 중화를 관향으로 삼아 세계를 이어왔다. 시조의 묘소는 평안남도 중화군 정면 양지리에 있다. 
양포의 장자인 양동무(楊東茂)가 간의대부로 이부상서에 올랐으며 1270년(고려 원종 11년)에 삼별초의 난을 진압하였다. 동생 양경무는 문하시중을, 양견무는 평장사를 역임했다. 
5세손 양원격(楊元格)이 고려조에 판사(判事)를 역임하였고, 양원격의 증손자 양희지(楊熙止)가 1474년(성종 5) 문과에 급제하여 직제학, 대사간, 한성부우윤을 역임했다.
6세손 양백지(楊百之)는 고려 말에 서경천호(西京千戶)를 지냈다. 양백지가 평양에 자리잡은 이래 그 후손이 주로 평양을 중심으로 세거하였다. 양백지의 7대손 양덕록은 선조와 인조 때 학자로서 임진왜란과 정유재란 때 종질 양의직과 함께 의병을 일으켜, 평양 수복과 군량조달에 공을 세웠다.

## 본관
중화(中和)는 평안남도 남단에 위치한 지명으로 고구려 때에는 가화압(加火押)이라 불렸다. 통일신라 헌덕왕 때 당악현(唐嶽縣)이라 하였다. 고려 초에 서경(西京)에 편입시켰다가 1136년(인종 14)에 9촌(村)을 합하여 중화현을 만들고 영(令)을 두어 서경의 속현이 되었다. 1332년(충숙왕 9) 군으로 승격하였으며 공민왕 때 다시 지군사(知郡事)로 승격되었다. 1592년(선조 25) 도호부(都護府)로 승격하였다. 1895년(고종 32) 지방제도 개정으로 중화군이 되었으며, 1896년 평안남도 중화군으로 개편되었고, 1914년 군면 폐합으로 상원군(祥原郡)을 통합하였다.

## 기원
남송(南宋)의 홍호(洪皓)가 엮은 〈송막기문 松漠紀聞〉에서 발해의 유력한 귀족 성(姓)으로 고(高)·장(張)·양(楊)·두(竇)·오(烏)·이(李) 6성을 언급하였다.
고려 태조 때의 장군 양지(楊志), 광종 때의 문신 양연(楊演), 현종 때의 명장(名將) 양규(楊規)와 그 아들 양대춘(楊帶春), 문종 때의 문신 양신린(楊信麟) 등 많은 양씨가 고려사에 등장하나, 시조 이전의 계보는 알 수 없다.

## 인물
- 양동무(楊東茂) : 간의대부로 이부상서에 올랐으며 1270년(고려 원종 11년)에 삼별초의 난을 진압하였다.
- 양원격(楊元格) : 고려 판사(判事)
- 양백지(楊百之) : 고려 서경천호(西京千戶)
- 양희지(楊熙止, 1439년 ∼ 1504년) : 자는 가행(可行), 호는 대봉(大峰). 한 때 희지(稀枝)라는 이름을 사용하기도 하였다. 할아버지는 형조판서 미(渼)이고, 아버지는 군수 맹순(孟淳)이며, 어머니는 직장(直長) 정시교(鄭是僑)의 딸이다. 1462년(세조 8) 생원·진사 두 시험에 합격해 성균관에 들어가, 1464년에 동료 유생들과 함께 세자가 추진하는 원각사(圓覺寺) 개창에 맹렬히 반대하였다. 1474년(성종 5) 식년 문과에 병과로 급제, 편전에서 성종을 알현했을 때 왕으로부터 희지라는 이름과 정부(楨父)라는 자(字)를 받았다. 이 해 검열에 임용되었으며, 이듬해 승문원정자(承文院正字)가 되었고, 1475년부터 3년간 사가독서(賜暇讀書)하였다. 1477년 저작(著作)·박사를 거쳐, 이듬해 부수찬(副修撰)에 올라 경연관을 겸직했고, 이어서 교리(校理)·문학·검상을 역임하였다. 1483년정희왕후(貞喜王后)의 상을 당해 산릉도감낭첨(山陵都監郎廳)을 맡아 이를 잘 처리하였다. 이어 1487년 예조좌랑, 이듬해 병조좌랑을 거쳐 1489년 장령(掌令)이 되었다. 그 뒤 1494년 연산군 즉위 후 홍문관전한을 거쳐 상의원정(尙衣院正)으로서 『성종실록』 편찬에 참여했고, 1497년 직제학이 되었다. 1496년 좌부승지, 1498년 대사간으로 있다가 충청도관찰사로 나간 뒤 바로 사직하였다. 1500년에 다시 부총관을 거쳐 대사간이 되었으나 박림종(朴林宗) 등을 구하기 위해 소를 올렸다가 우의정 성준(成俊)의 배척을 받은 데다가, 왕으로부터 임사홍(任士洪)의 당여로 붕당을 만들어 조정을 어지럽히는 자로 지목받아 익산에 부처되었다. 1502년에 죄가 풀려 동지중추부사로 서용되고 겸세자우부빈객(兼世子右副賓客)이 되었다. 이듬해 동지성균관사를 거쳐 한성부우윤에 이르렀다. 문장에 뛰어나고 재주가 있었으며 임사홍·유자광(柳子光)·노공필(盧公弼) 등과 친하였다. 저서로는 『대봉집』이 있다. 대구 오천서원(梧川書院)에 제향되었다.[3]
- 양덕록(楊德祿, 1553년 ~ 1635년) : 조선 중기 의병장. 선무원종공신.
- 양우조(楊宇朝, 1897년 ~ 1964년) : 독립운동가
- 양승학(楊昇鶴) : 대한제지 회장
- 양창영(楊昶榮) : 제19대 국회의원 (새누리당)
- 양인집(楊仁集) : 하이트진로 사장 , 주일한국기업연합회장
- 양상문(楊相汶) : 롯데 자이언츠 감독

## 과거 급제자
중화 양씨는 조선시대 문과 급제자 5명, 무과 급제자 4명, 사마시 26명을 배출하였다.
고려 문과
양우(楊遇)
문과
양만영(楊萬榮) 양수사(楊守泗) 양원성(楊源成) 양현망(楊顯望) 양희지(楊熙止)
무과
양갑수(楊甲秀) 양계량(楊繼良) 양제해(楊濟海) 양진번(楊震蕃)
생원시
양경사(楊景泗) 양경호(楊景湖) 양관희(楊觀熙) 양덕록(楊德祿) 양덕유(楊德裕)
양병존(楊秉存) 양숙(楊琡) 양의직(楊懿直) 양일제(楊日躋) 양재창(楊再昌)
양재춘(楊再春) 양점형(楊漸亨) 양춘발(楊春發) 양태형(楊泰亨) 양현망(楊顯望)
진사시
양경연(楊景淵) 양기직(楊基稷) 양덕희(楊德禧) 양두진(楊斗鎭) 양만영(楊萬榮)
양병효(楊秉孝) 양운진(楊雲鎭) 양의시(楊懿時) 양의원(楊懿元) 양점형(楊漸亨)
양희사(楊希泗)

## 인구
- 1985년 1,154가구 4,723명
- 2000년 1,682가구 5,468명
- 2015년 7,287명